# Cleptometopus aureovittatus
Cleptometopus aureovittatus là một loài bọ cánh cứng trong họ Cerambycidae.